# Till the Sun Turns Black
Till the Sun Turns Black è il secondo album del cantautore Ray LaMontagne ed è stato pubblicato nell'agosto del 2006.

## Tracce
1. Be Here Now – 6:23
2. Empty – 5:17
3. Barfly – 3:55
4. Three More Days – 3:36
5. Can I Stay – 3:41
6. You Can Bring Me Flowers – 4:12
7. Gone Away From Me – 4:27
8. Lesson Learned – 4:39
9. Truly, Madly, Deeply – 1:52
10. Till the Sun Turns Black – 4:28
11. Within You – 5:43